# 앤드루스 나카하라
앤드루스 나카하라(브라질 포르투갈어: Andrews Nakahara, 일본어: アンドリュース・ナカハラ)는 1983년 3월 12일생의 일본계 브라질인인 종합격투기 선수다. 가라테를 베이스로 하고 있으며 2008년 4월 29일 드림2에서 사쿠라바 카즈시와 데뷔전에서 데뷔전으로서는 선전을 했지만 아쉽게 지게 됐다. 2008년 9월 23일 드림6에 출전하여 리저브매치의 상대인 윤동식을 2R 초반에 제압했다. 2009년 4월 5일에는 오야마 슌고 선수를 더욱 더 상승된 기량으로 1R에 제압했다.

## 종합 타격 전적
- 5전 3승 2패(2 KO)

| 경기일자        | 상대            | 결과 | 내용      | 대회                                            |
| --------------- | --------------- | ---- | --------- | ----------------------------------------------- |
| 2010년 10월 3일 | 문준희          | 승   | 2R 판정   | K-1 월드 MAX 2010 Final 16                      |
| 2010년 3월 22일 | 초난 료         | 패   | 2R 판정   | Dream - Dream 13                                |
| 2009년 4월 5일  | 오야마 슌고     | 승   | 1R 2분 KO | Dream 8 - Welter Weight Granprix 1st Round      |
| 2008년 9월 23일 | 윤동식          | 승   | 2R KO     | Dream 6 - Middle Weight Granprix final          |
| 2008년 4월 29일 | 사쿠라바 카즈시 | 패   | 2R TKO    | Dream 2 - Middle Weight Granprix Opening Rounds |

## 타이틀
- 제3회 전 세계 웨이트제 가라테 선수권 대회 중량급 우승(2005년)
- 올 아메리칸 오픈 2006 우승(2006년)